# Lipcani
Lipcani (în rusă Липканы, în ucraineană Липкани, în idiș ליפקאַן‎, transliterat  Lipkon) este un oraș din raionul Briceni, nord-vestul Republicii Moldova. Este cel mai vestic oraș din țară. 
Denumirea localității provine de la tătarii lipcani care au locuit odinioară această localitate. Aceștia au fost strămutați în 1699 din Camenița.

## Etimologie
Numele orașului face parte din categoria toponimelor etnonimice: lipcani - „tătari curieri”, etnonim explicat prin tatar lipca - „tătari lituanieni” (lipca fiind echivalentul tătăresc al „Lituaniei”).

## Geografie

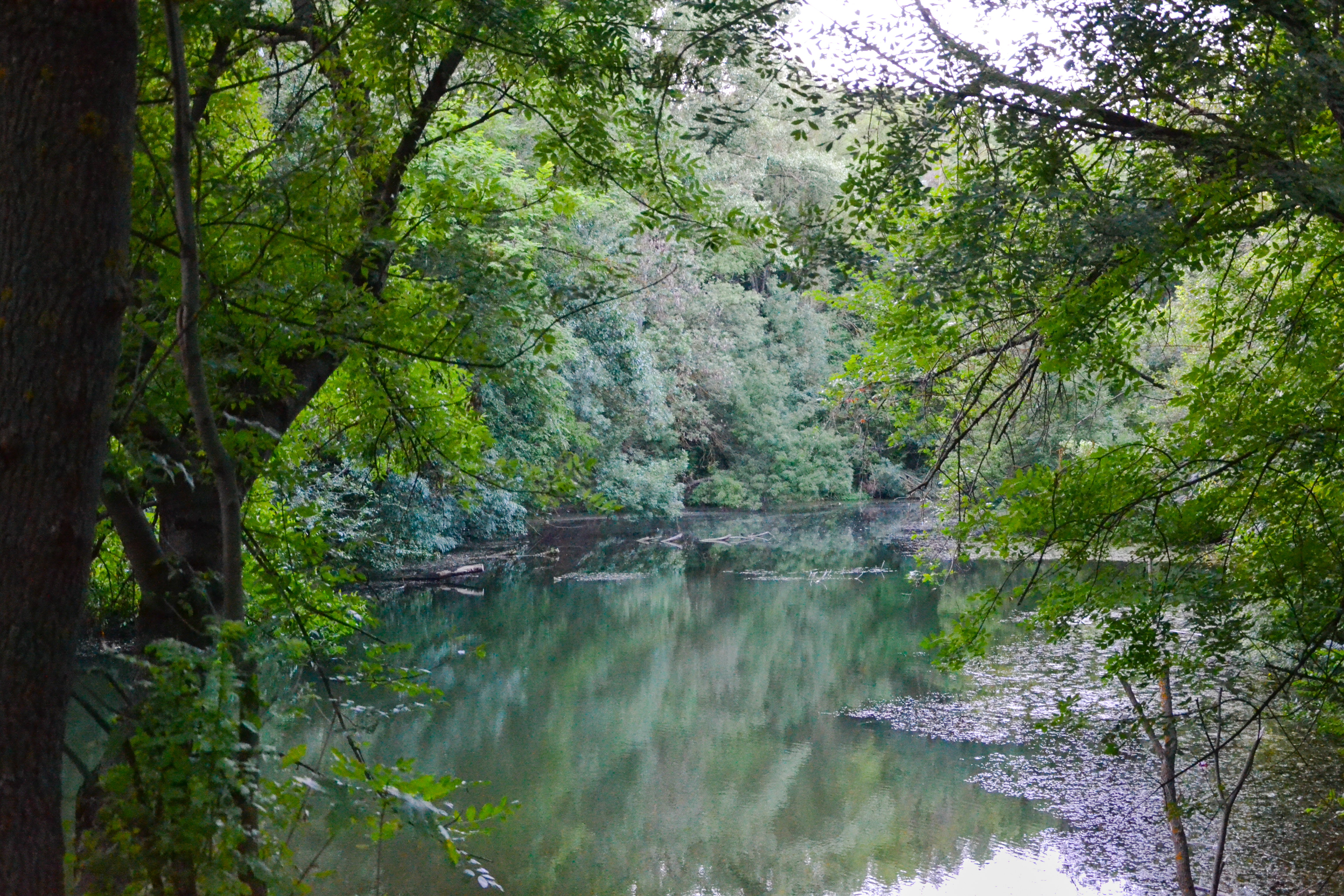
Prutul la Lipcani

### Amplasare
Orașul Lipcani este cea mai nordică localitate urbană din Moldova, este situat la frontiera de nord-vest a Moldovei cu România și Ucraina, pe malul stâng al râului Prut, la o distanță de 252 km de capitala republicii – Chișinău și la 28 km de orașul Briceni.

### Resurse naturale
Fondul funciar al localității constituie 1187,53 ha. Cea mai mare parte ocupă terenul intravilan – 564,52 ha. sau 47,6% din suprafața totală. Orașul Lipcani practic nu dispune de terenuri cu destinație agricolă, astfel unica sursă de dezvoltare a localității este industria urbană. Pe teritoriul orașului sunt 2 iazuri cu o suprafață totală de 4 ha, de asemenea în partea de vest a orașului pe o lungime de circa 3 km. curge râul Prut, al doilea ca mărime din republică.

## Istorie
Orașul Lipcani a fost prima dată atestat documentar în secolul al XV-lea, la 17 iunie 1429. În sec. XIX și începutul sec. XX devine un important centru comercial din nordul Basarabiei. La târgurile săptămânale din Lipcani se vindeau pentru export, în special în Austria, vite, cereale, piei, pește, obiecte de metal, lână și unt, frânghii, etc. În acea perioadă Lipcani era pe drept cuvânt unul dintre cele mai mari și dezvoltate orașe atât din nordul țării . Totodată, devine și un important centru (ștetl) al vieții evreiești din regiune, fapt pentru care, a fost supranumit „Olimp basarabean” de către poetul Haim Nahman Bialik, asta deoarece în a doua jumătate a secolului al XIX-lea, școlile evreiești din localitate produsese mai multe figuri majore ale literaturii moderne idiș și ebraice, printre care Iehuda Steinberg și Eliezer Steinbarg.
După cel de-al doilea război mondial, Lipcaniul se transformă într-un important centru industrial. În oraș s-au deschis fabrici de conserve, bere, unt, combinatul de panificație, de deservire socială și multe alte unități economice. În prezent este spre finalizare construcția podului peste râul Prut, fapt ce va da un imbold relațiilor de colaborare dintre agenții economici de pe ambele maluri și va permite înviorarea economică din oraș.
În anul 1998 orașul Lipcani a încheiat un acord de colaborare cu orașul Siret din România.

## Demografie

### Structura etnică
Structura etnică a orașului conform recensământului populației din 2004:
| Grup etnic                                               | Populație | % Procentaj  |
| -------------------------------------------------------- | --------- | ------------ |
| Băștinași declarați Moldoveni Băștinași declarați Români | 2,692 30  | 49.26% 0.55% |
| Ucraineni                                                | 2.038     | 37,30%       |
| Ruși                                                     | 596       | 10,90%       |
| Evrei                                                    | 27        | 0,49%        |
| Găgăuzi                                                  | 11        | 0,20%        |
| Bulgari                                                  | 9         | 0,16%        |
| Alții                                                    | 62        |              |
| Total                                                    | 5.465     | 100%         |

## Administrație și politică
Componența Consiliului local Lipcani (13 consilieri), ales la 5 noiembrie 2023, este următoarea:
|  | Partid                                       | Consilieri | Componență | Componență | Componență | Componență | Componență | Componență | Componență | Componență | Componență | Componență |
|  | -------------------------------------------- | ---------- | ---------- | ---------- | ---------- | ---------- | ---------- | ---------- | ---------- | ---------- | ---------- | ---------- |
|  | Partidul Socialiștilor din Republica Moldova | 10         |            |            |            |            |            |            |            |            |            |            |
|  | Partidul „Renaștere”                         | 2          |            |            |            |            |            |            |            |            |            |            |
|  | Partidul Acțiune și Solidaritate             | 1          |            |            |            |            |            |            |            |            |            |            |

## Economie
Pe teritoriul orașului Lipcani activează 93 agenți economici, dintre care cea mai mare parte 74 sau 80% sunt întreprinderi individuale. Marea majoritate a întreprinderilor industriale din localitate în prezent nu funcționează. Pe teritoriul orașului funcționează filiale a 3 bănci comerciale. Funcționează piața locală,  filială a unei fabrici de încălțăminte, autogara și gara feroviară, SRL agricola „Cariops”.

## Infrastructură

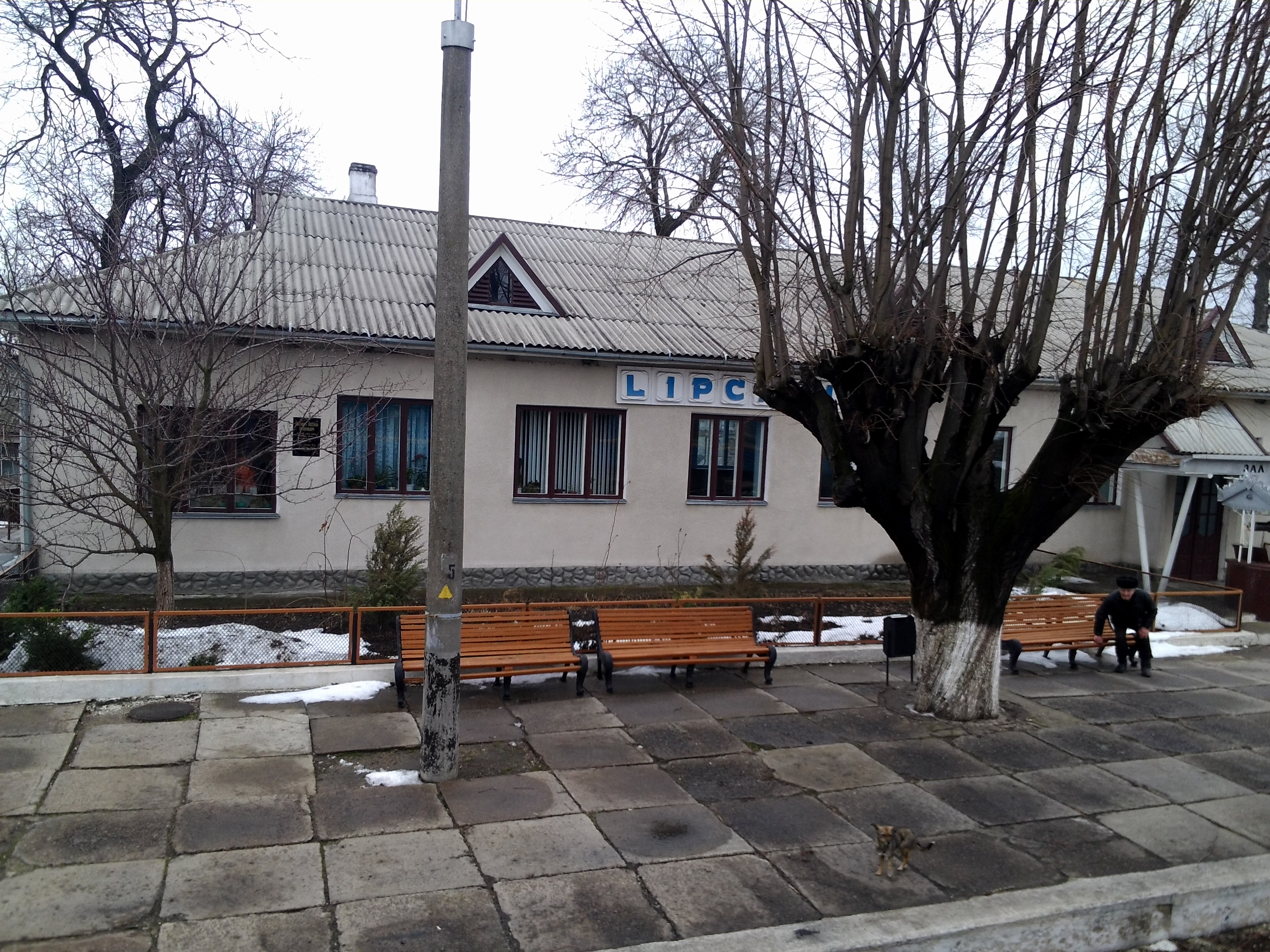
Gara

Infrastructura de drumuri este tipică unei localități mici, însă orașul Lipcani este intersectat de magistralele internaționale Brest-Chișinău-Odesa și de drumurile naționale în diverse direcții – Costești, Tîrnova etc. Prin oraș trece calea ferată Cernăuți-Larga.
Sistemul de educație din oraș este format dintr-o grădiniță de copii, o școală medie rusă, o școală medie moldovenească și o școală normală-colegiu de pregătire a pedagogilor. De asemenea în subordonarea ministerului de interne funcționează Întreprinderea de educație prin muncă.
Sistemul de ocrotire a sănătății este constituit din Spitalul raional și un Centru al medicilor de familie.
Instituțiile culturale din oraș sunt: 2 biblioteci publice, o casă de cultură, școala de arte, școala de creație pentru copii și școala de creații tehnice pentru copii.

## Galerie de imagini

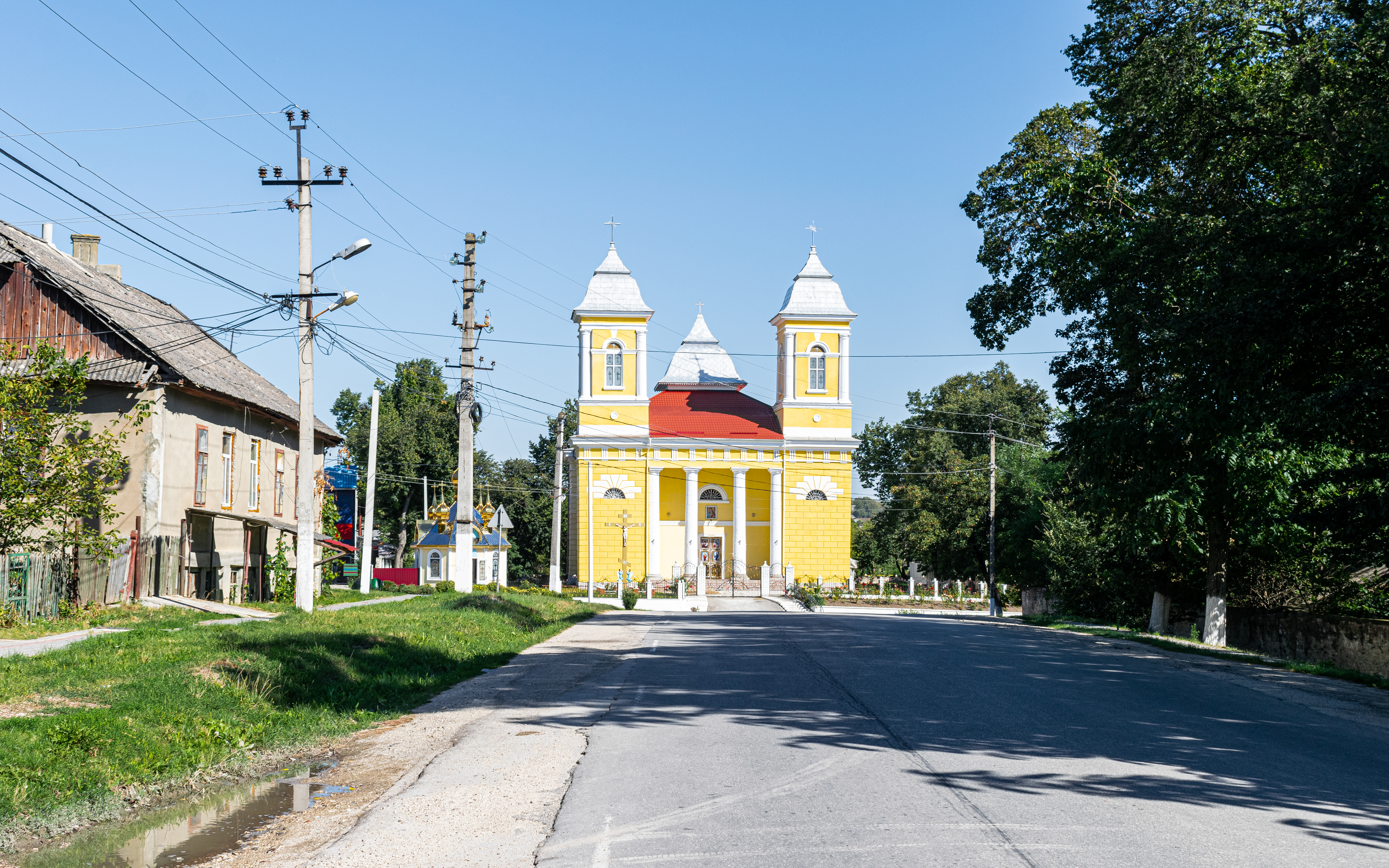
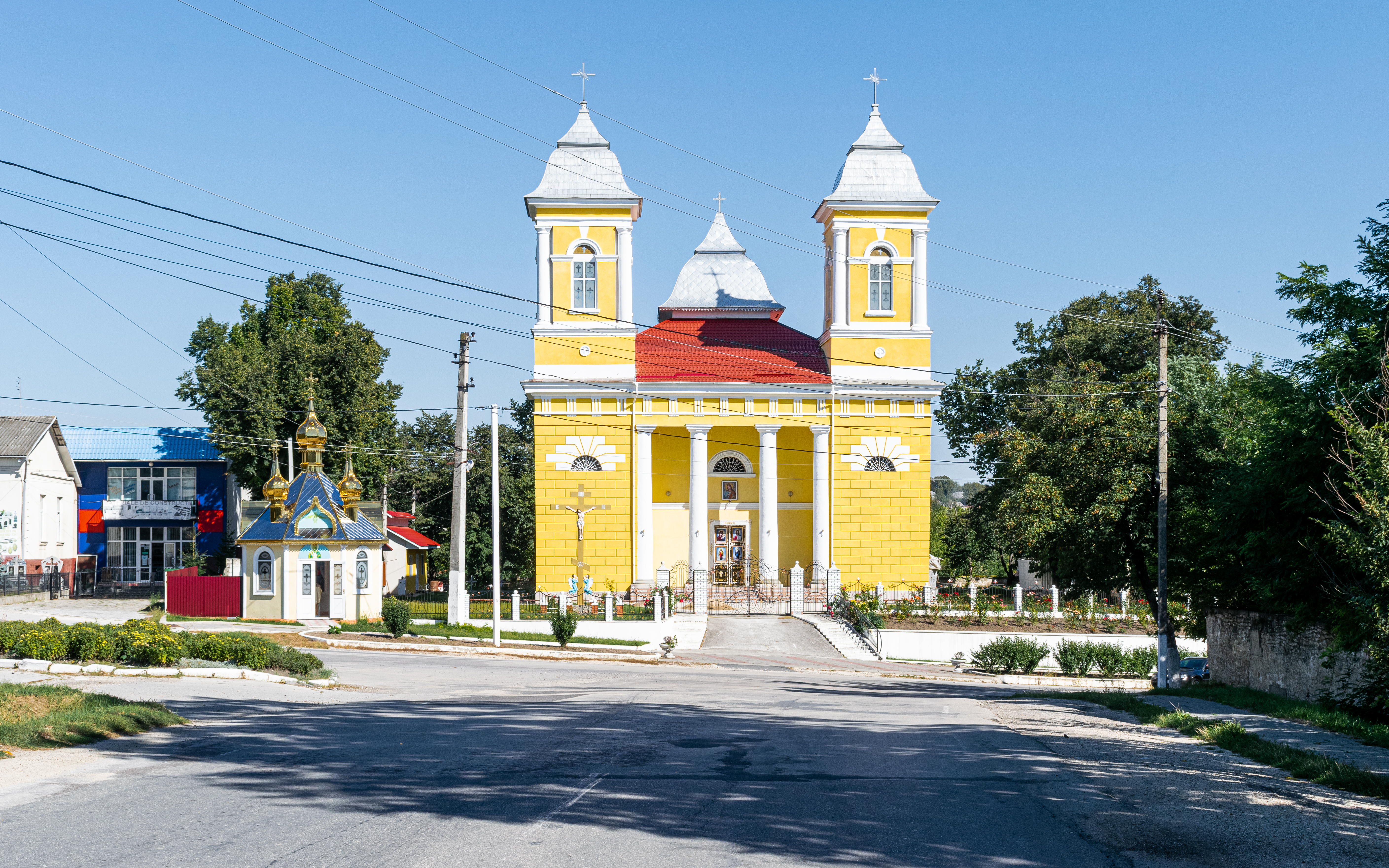
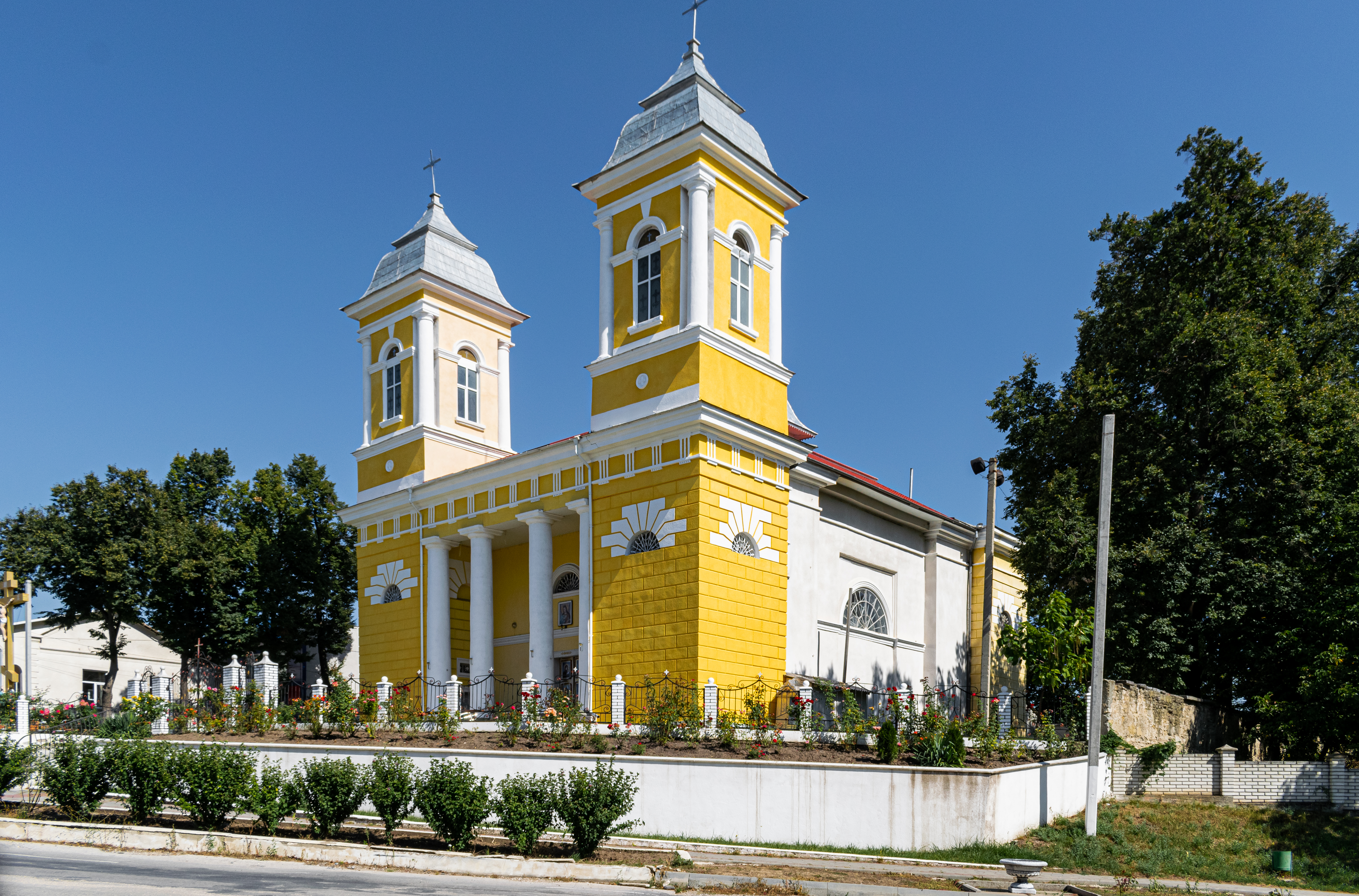
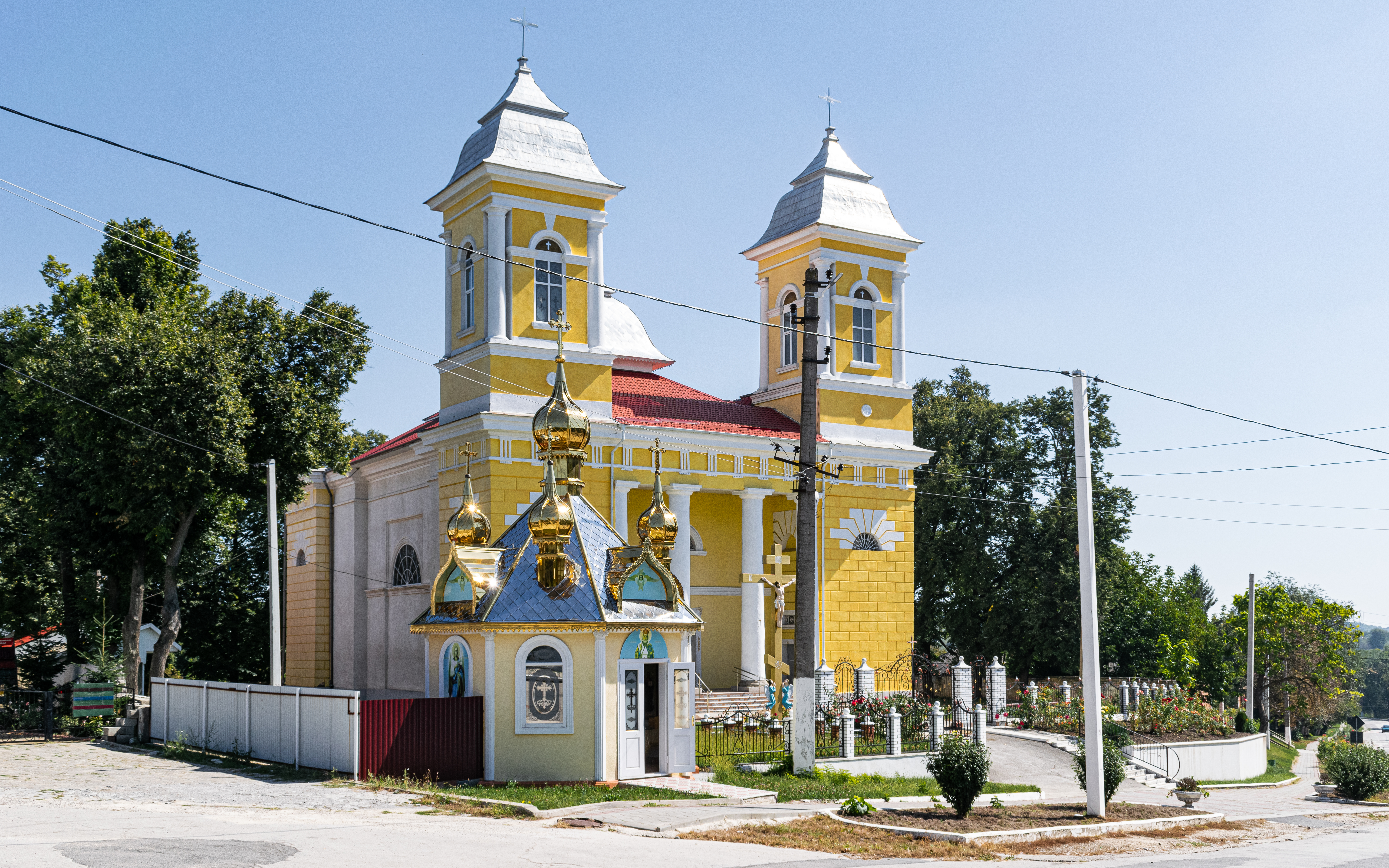
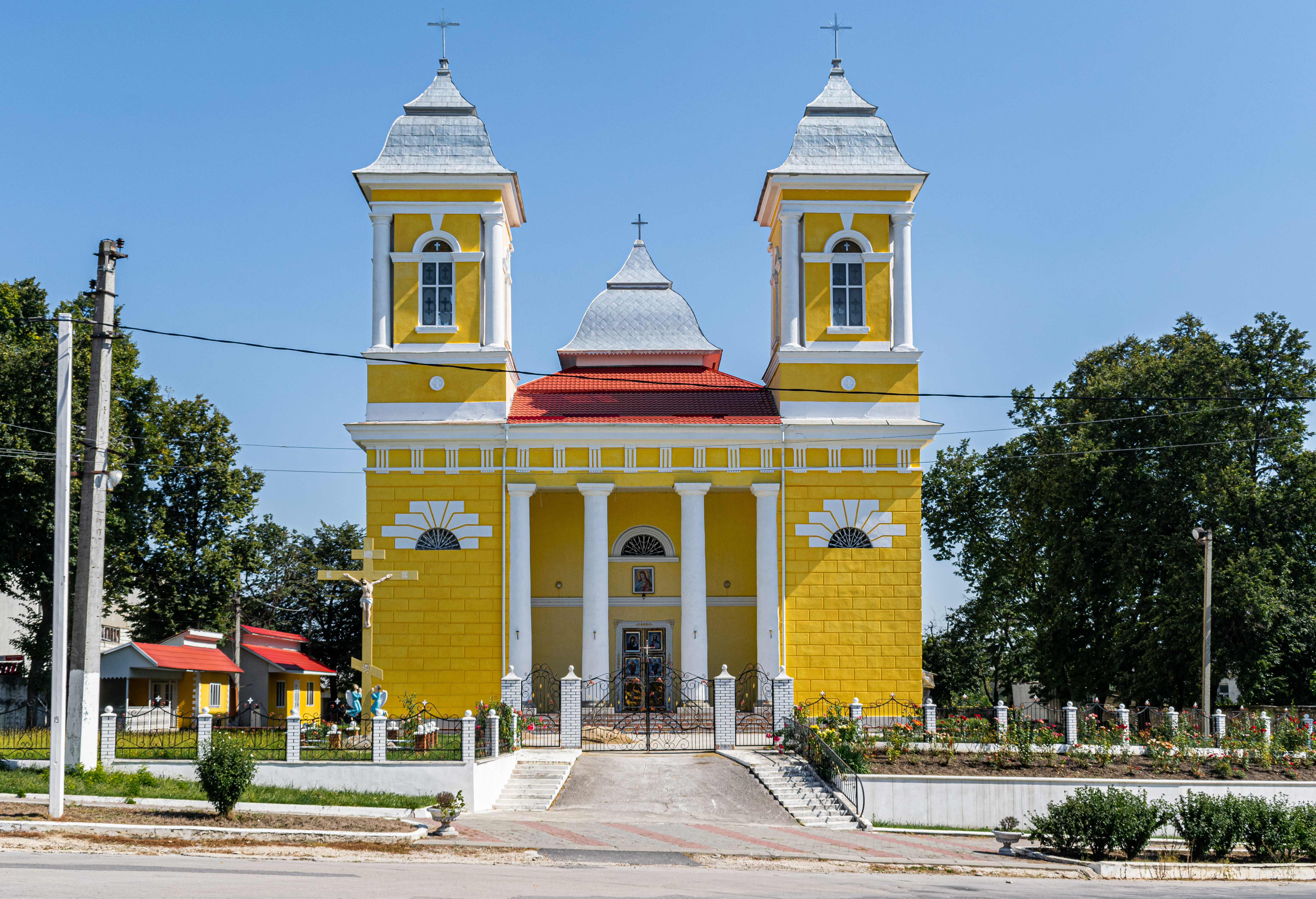
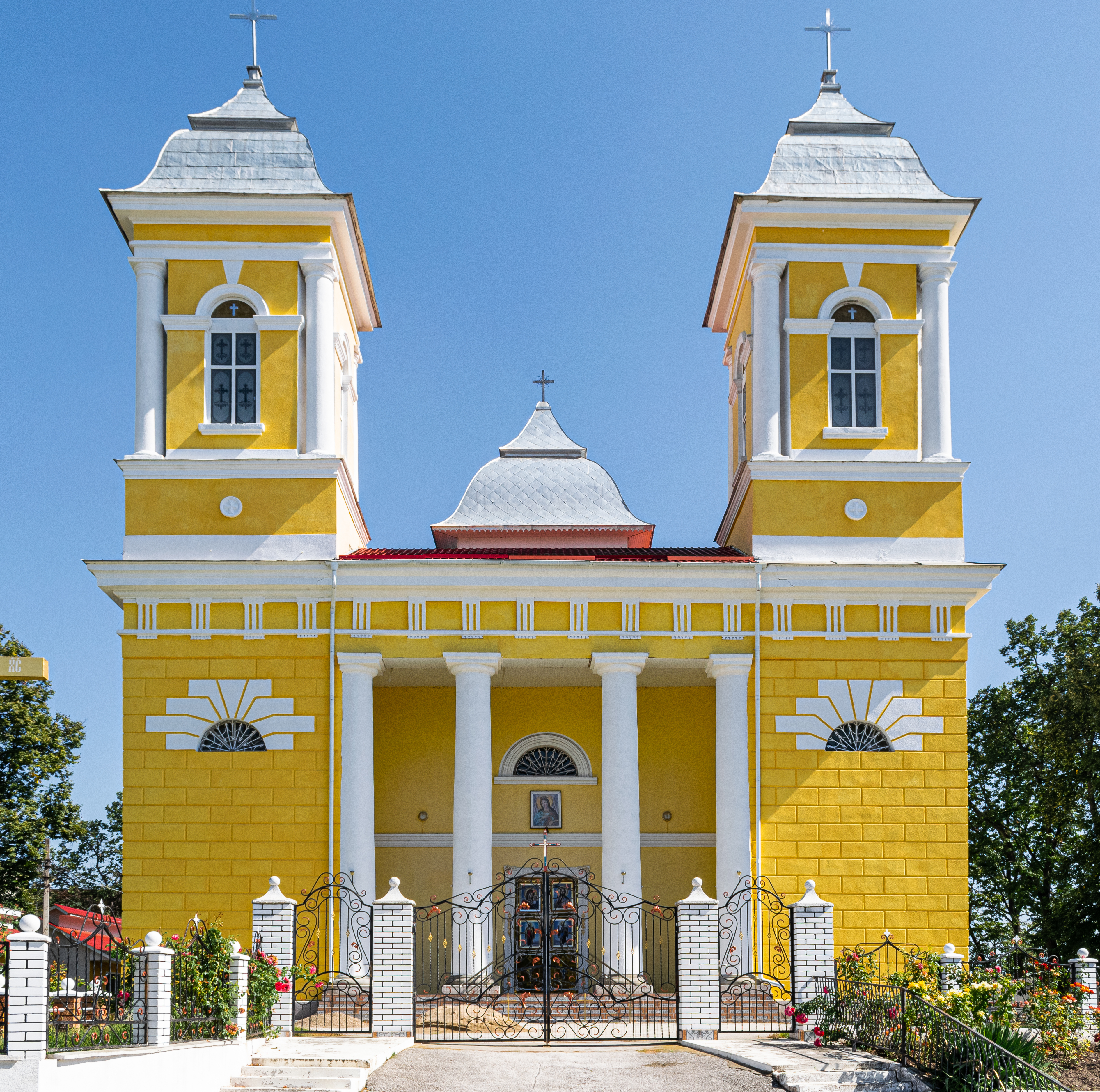

Biserica „Sfânta Ecaterina”, monument ocrotit de stat.
Conacul Rosetti-Roznovanu

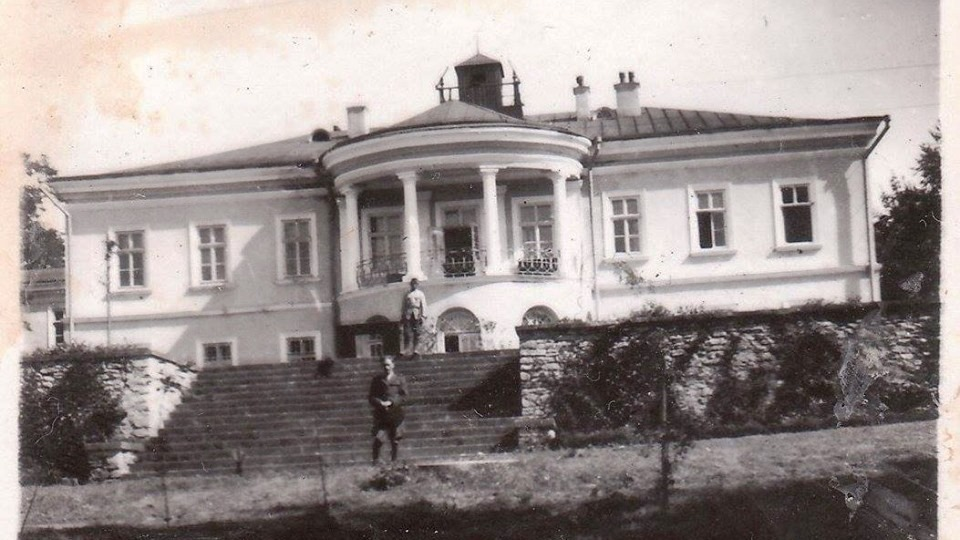
Imagine de epocă
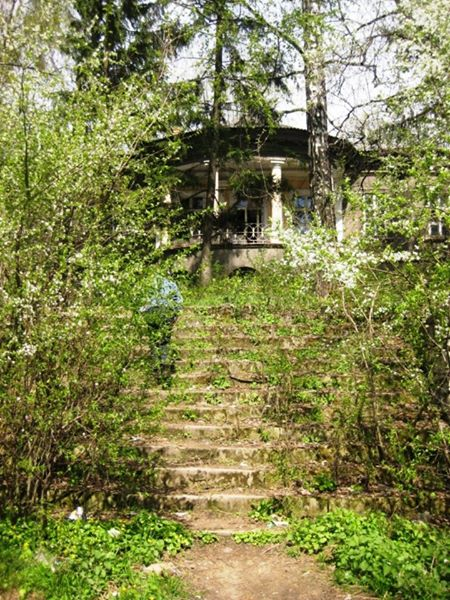
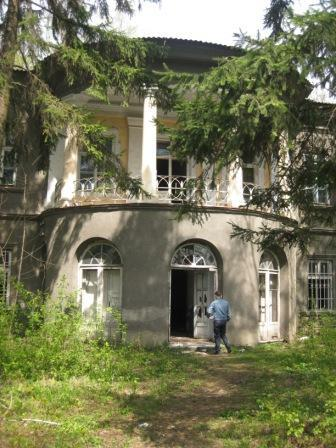
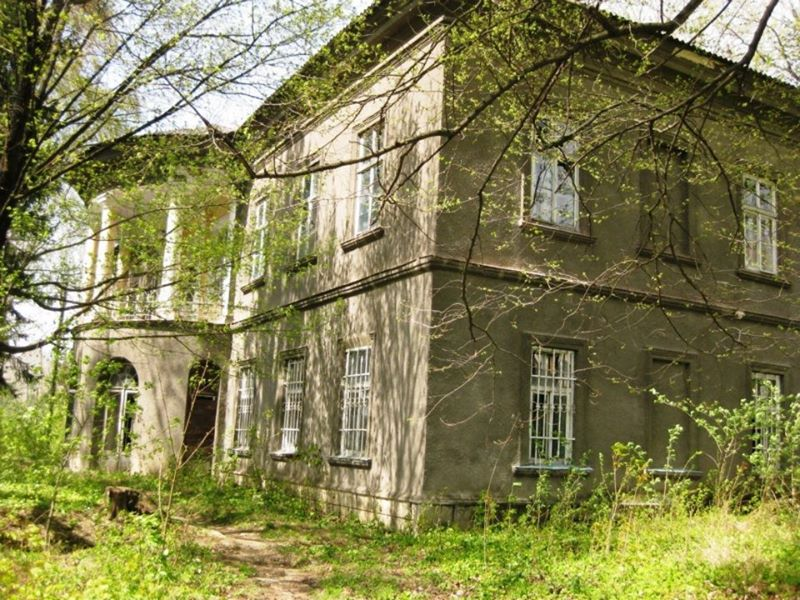
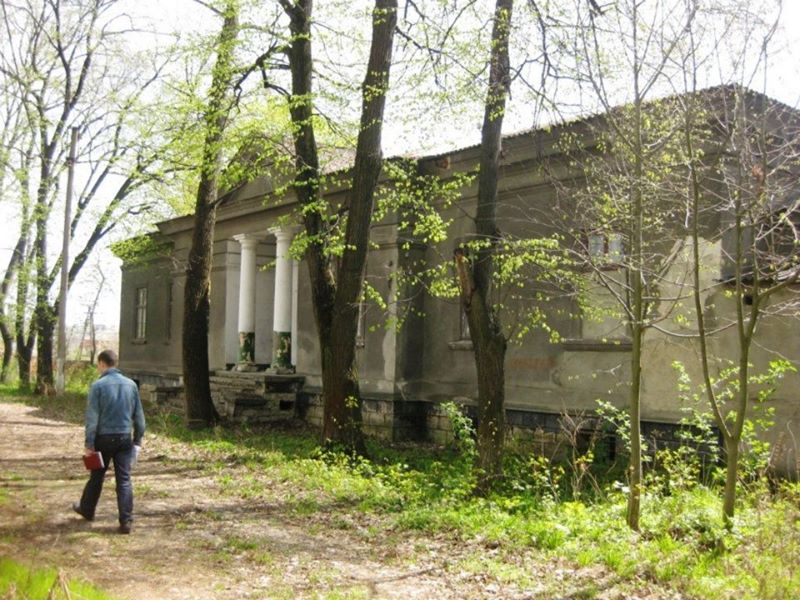
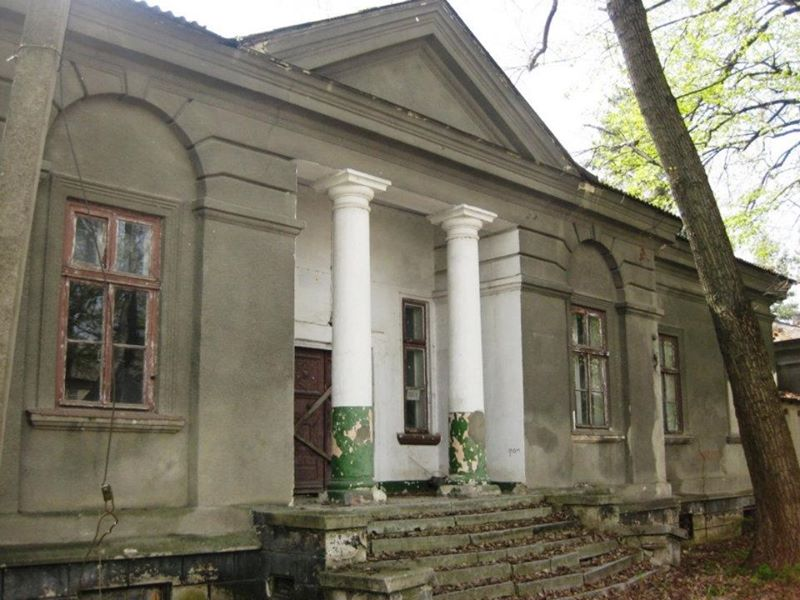

Alte locuri

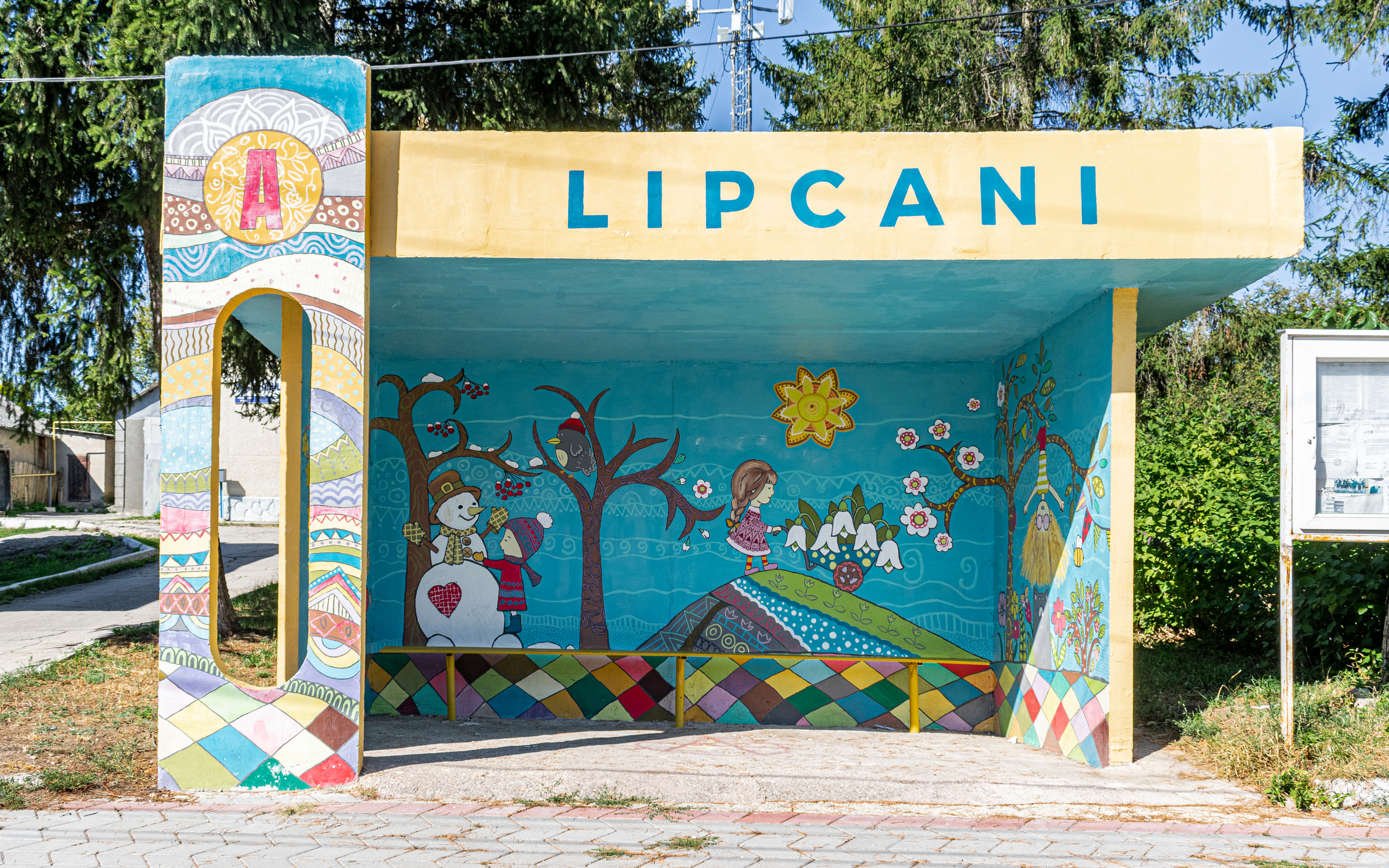
Stație de autobuz din Lipcani
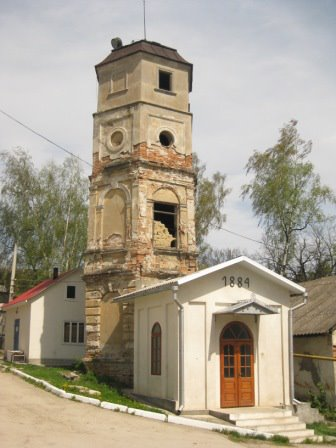
Turnul vechiului spital
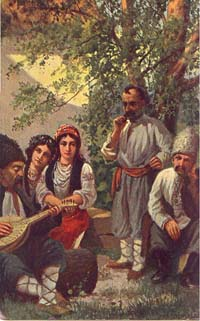
O seară liniștită în Lipcani, pictură din 1900.

## Personalități

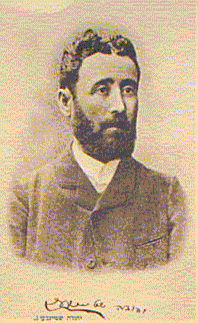
Iehuda Steinberg

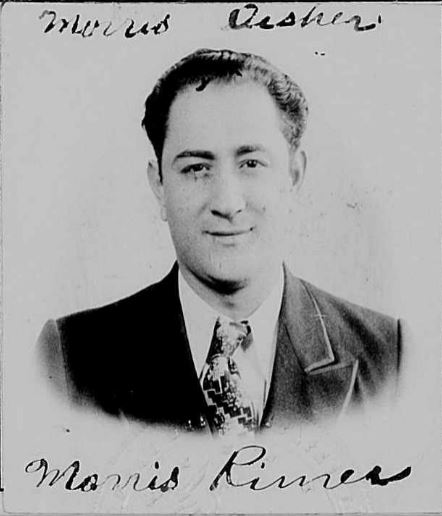
Morris Oisher

### Născuți în Lipcani
- Vasili Sobicevski (1838–1913), om de știință și profesor rus în silvicultură.
- Iehuda Șteinberg (1863–1908), scriitor evreu basarabean.
- Iacob Gorski (1867–1935), cântăreț de operă și regizor de operă rus, ulterior român.
- David Șeinis (1877–d. 1945), avocat, demograf-statistician și economist rus și sovietic.
- Mihail Kaufman (1881–1946), jurnalist, traducător, scriitor și medic evreu.
- Nikolai Zubov (1885–1960), ofițer naval rus, inginer, geograf, oceanograf și explorator polar.
- Iacob Șternberg (1890–1973, poet, eseist, dramaturg, regizor de teatru rus, român, ulterior sovietic.
- Moyșe Altman (1890–1981), scriitor român, ulterior sovietic.
- Eliezer Greenberg (1896–1970), poet și critic literar american.
- Moishe Oysher (1907–1958), cantor american și actor de teatru idiș.
- Vera Hacken (1912–1988), scriitoare, traducătoare și memorialistă română și americană.
- Fraydele Oysher (1913–2004), actriță de teatru și muzică idiș americană.
- Alexander Grobman (n. 1927), agronom, om de știință în domeniul fiziologiei plantelor și botanist peruvian.
- Victor Gațac (1933–2014), etnolog și folclorist moldovean și rus.
- Mihail Muntean (n. 1938), profesor și doctor în științe istorice moldovean și rus.
- Victor Alavațki (n. 1955), muzician și inginer de sunet sovietic și rus.
- Sergiu Pușcuța (n. 1972), finanțist și om politic moldovean.

### Au locuit în Lipcani
- Morris Gisnet (1880–1960), scriitor, dramaturg și avocat american
- Isaak Raboy (1882–1944), scriitor evreu american
- Samuel Leib Blank (1891–1962), scriitor evreu american
- Ițhak Orpaz (1921–2015), scriitor, poet și traducător israelian